# 28737 Mohindra
28737 Mohindra este un asteroid din centura principală de asteroizi.

## Descriere
28737 Mohindra este un asteroid din centura principală de asteroizi. A fost descoperit pe 7 aprilie 2000 la Socorro, New Mexico, în cadrul proiectului LINEAR. Asteroidul prezintă o orbită caracterizată de o semiaxă mare de 2,44 ua, o excentricitate de 0,10 și o înclinație de 6,8° în raport cu ecliptica.